# 하트 (게임)

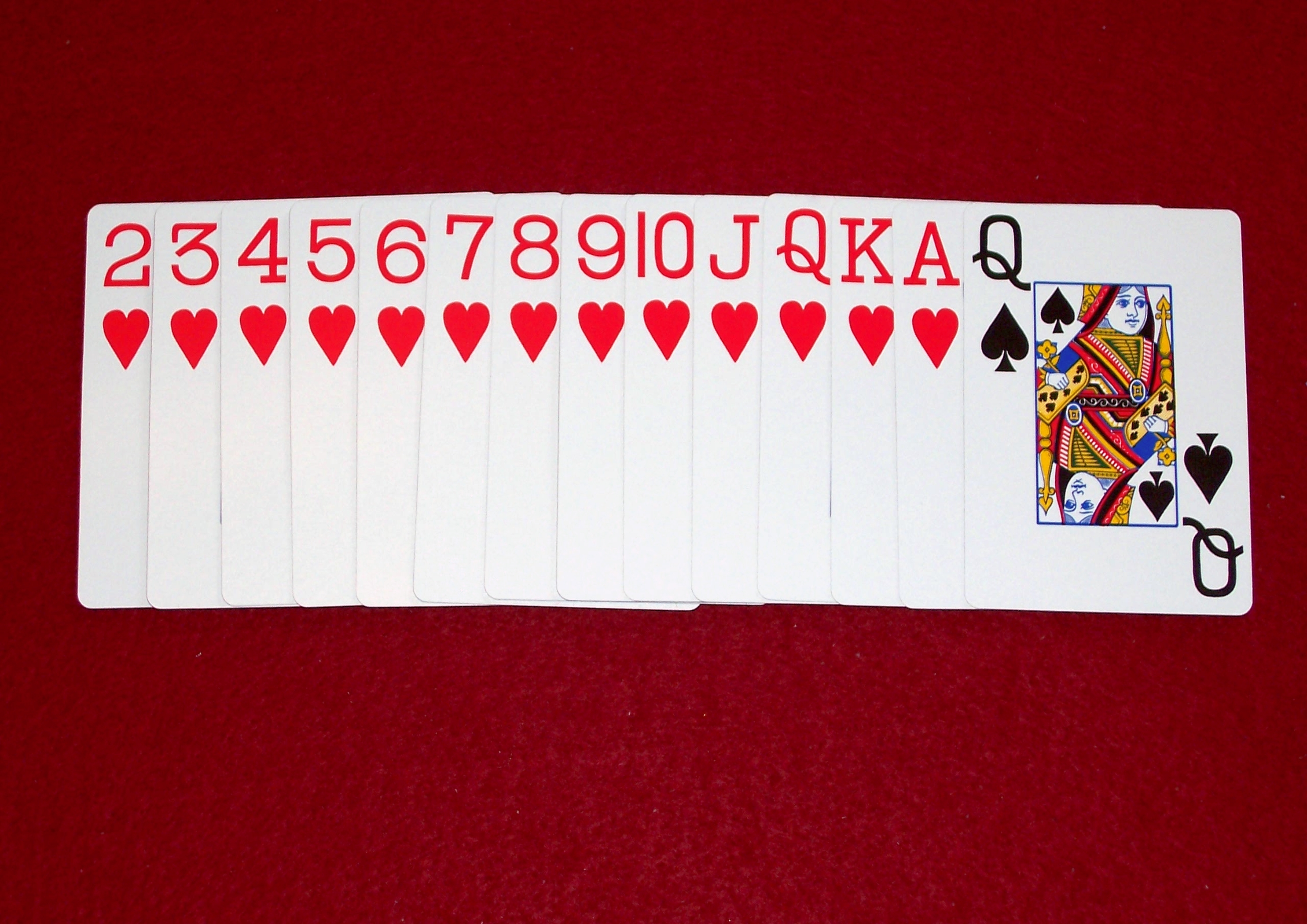

하트(Heart)는 플레잉카드 게임의 일종이다.

## 게임의 규칙
게임은 네 명이서 한다. 사각형 모양으로 둘러 앉는다. 게임 종료 후 점수가 가장 낮으면 승리하는, 마이너스 스코어 방식이다. 하지만 예외도 있다. 그것은 바로 선 패가 하트일 경우다.

### 준비
조커가 없는 카드 한 벌(52장)을 준비한다. 한 사람당 13장의 카드를 가진다.

### 게임의 시작
1 라운드에서는 자신의 패에서 카드 세 장을 골라 왼쪽 사람에게 전달한다. 다음 회에는(2회) 자신의 시계방향 쪽으로 있다 돌아가서 카드를 낸다. 4번째 라운드에서는 카드 전달 없이 시작하며 4번째 라운드가 끝나면 다시 첫 번째 라운드 과정을 반복한다. 선이 낸 짝패와 같은 짝패의 카드를 내야 하며 만약 일치하는 짝패가 없을 경우 다른 카드를 낼 수 있다. 단, 첫 턴에 하트나 스페이드 퀸은 낼 수 없다. 처음 사람의 짝패를 기준으로 하여 A,K,Q,J,10,9,8,7,6,5,4,3,2 순으로 높은 등급의 카드를 낸 사람이 4장의 카드를 가지고 간다. 그러나 일치하지 않아 다른 짝패를 낸 경우 숫자의 등급이 아무리 높아도 카드를 가져가지 않는다.
(만약 맞는 짝패가 없어서 하트를 낸 경우에는 다음부터 첫 턴에 하트를 낼 수 있다.)

### 점수 처리
모든 카드를 사용하면 자신이 가지고 간 카드들 중에서 모든 하트 짝패와 스페이드 퀸(♠Q) 카드만을 골라낸다.
모든 하트 패는 각각 1점이고 스페이드 퀸(♠Q)은 13점이다.

#### 으뜸패(슛더문 Shoot the moon)
만약, 어떤 사람이 모든 하트 패와 스페이드 퀸(♠Q)을 가지게 된다면, 으뜸패가 되어 자신은 점수를 전혀 얻지 않고 다른 사람들이 각각 26점의 점수를 얻게 된다.

### 게임의 종료
만약 어떤 사람의 점수가 100점을 넘는다면 게임이 종료되고 점수가 가장 낮은 순서대로 등수를 정한다.

## 같이 보기
- 하트 (윈도우): 이 게임을 바탕으로 만든 마이크로소프트 윈도우의 게임